# Lista odcinków serialu Bella i Buldogi
W artykule znajduje się lista odcinków serialu Bella i Buldogi, który emitowany jest w USA od 17 stycznia 2015 na amerykańskim Nickelodeon, a w Polsce od 26 kwietnia 2015 na kanale Nickelodeon Polska.

## Serie
| Sezon | Odcinki | Oryginalna emisja | Oryginalna emisja | Oryginalna emisja | Oryginalna emisja    | Oryginalna emisja |
| Sezon | Odcinki | Premiera sezonu   | Finał sezonu      | Premiera sezonu   | Finał sezonu         |                   |
| ----- | ------- | ----------------- | ----------------- | ----------------- | -------------------- | ----------------- |
| 1     | 20      | 17 stycznia 2015  | 30 maja 2015      | 26 kwietnia 2015  | 25 października 2015 |                   |
| 2     | 19      | 30 września 2015  | 25 czerwca 2016   | 22 lutego 2016    | 13 października 2016 |                   |

## Spis odcinków

### Seria 1: 2015
| 1 | Rozgrywająca Newbie QB                           | Jonathan Judge   | Jonathan Butler i Gabriel Garza (cz. 1) Jeff Bushell i Steven Peterman (cz. 2) | 17 stycznia 2015 | 26 kwietnia 2015     | 101/102 |
| Bella Dawson, szkolna cheerleaderka z Teksasu otrzymuje zaproszenie, aby spróbować swoich sił jako nowa rozgrywająca szkolnego zespołu sportowego „Buldogi”. Początkowo chłopcy nie chcą jej w zespole jako rozgrywającej, ale w końcu postanawiają ją przyjąć do drużyny. |                                                  |                  |                                                                                |                  |                      |         |
| 2 | Kto sypnął? That’s Some Gossip, Girl             | Shannon Flynn    | Jay J. Demopoulos                                                              | 24 stycznia 2015 | 3 maja 2015          | 103     |
| 3 | Śmierdzący obyczaj Pretty in Stink               | Shannon Flynn    | Rick Williams i Jenna McGrath                                                  | 31 stycznia 2015 | 10 maja 2015         | 106     |
| 4 | Teks Fest Tex Fest                               | Eric Dean Seaton | Jonathan Butler i Gabriel Garza                                                | 7 lutego 2015    | 17 maja 2015         | 109     |
| 5 | Futbol i balet Dancing in the Endzone            | Shannon Flynn    | Jennifer Joyce                                                                 | 14 lutego 2015   | 24 maja 2015         | 104     |
| 6 | Nowa cheerleaderka That’s My Tri-Five!           | Shannon Flynn    | Carly Althoff                                                                  | 28 lutego 2015   | 31 maja 2015         | 105     |
| 7 | Pożegnalnie A Good Bye Week                      | Sean Lambert     | Peter Dirksen i Jonathan Howard                                                | 7 marca 2015     | 7 czerwca 2015       | 108     |
| 8 | Jak szefować chłopakom? Bromantically Challenged | Eric Dean Seaton | Katie Greenway                                                                 | 14 marca 2015    | 14 czerwca 2015      | 107     |
| 9 | Ostrzeżenie przed tornadem Tornado Afraido       | Alex Winter      | Jeffrey Bushell, Jenna McGrath i Rick Williams                                 | 21 marca 2015    | 21 czerwca 2015      | 110     |
| 10 | Po prostu mów Incomplete Pass                    | Trevor Kirschner | 23 marca 2015                                                                  | 28 czerwca 2015  | 111                  |         |
| 11 | Ciocia dobra rada Backseat Quarterback           | Sean K. Lambert  | Peter Dirksen i Jonathan Howard                                                | 4 kwietnia 2015  | 30 sierpnia 2015     | 112     |
| 12 | Randka z przeciwnikiem Traitor Dater             | Sean K. Lambert  | Katie Greenway i Jennifer Joyce                                                | 11 kwietnia 2015 | 6 września 2015      | 113     |
| 13 | Młodsi kumple Bulldog Buddies                    | Sean K. Lambert  | Peter Dirksen i Jonathan Howard                                                | 18 kwietnia 2015 | 13 września 2015     | 114     |
| 14 | Zazdrość Player Hater                            | Sean K. Lambert  | Katie Greenway, Jennifer Joyce i Rick Williams                                 | 25 kwietnia 2015 | 20 września 2015     | 115     |
| 15 | Newt na boisku Root for Newt                     | Eric Dean Seaton | Blake J. Williger                                                              | 2 maja 2015      | 27 września 2015     | 118     |
| 16 | Seria przegranych Bulldog Blues                  | Trevor Kirschner | Jonathan Butler, Gabriel Garza i Jay J. Demopoulos                             | 9 maja 2015      | 4 paźdzniernika 2015 | 117     |
| 17 | Piłka i intrygi Kicking and Scheming             | Trevor Kirschner | Jeff Bushell                                                                   | 16 maja 2015     | 11 października 2015 | 116     |
| 18 | Cięgi Third Degree Ba-Burn                       | Shannon Flynn    | Zach Butler                                                                    | 23 maja 2015     | 18 października 2015 | 120     |
| 19 | Dziewczynom wstęp wzbroniony No Girls Allowed    | Jonathan Judge   | Katie Greenway                                                                 | 30 maja 2015     | 25 października 2015 | 119     |

### Seria 2
Dnia 4 marca 2015 serial otrzymał zamówienie na drugi sezon.
| #  | Tytuł                                        | Reżyseria          | Scenariusz                                                      | Oryginalna premiera  | Polska premiera      | Kod |
| -- | -------------------------------------------- | ------------------ | --------------------------------------------------------------- | -------------------- | -------------------- | --- |
| 20 | Sprawa skrzydłowego Wide Deceiver            | Jonathan Judge     | Jonathan Butler i Gabriel Garza                                 | 30 września 2015     | 22 lutego 2016       | 201 |
| 21 | Babski wieczór Girls’ Night                  | Sean Lambert       | 7 października 2015                                             | 23 lutego 2016       | 203                  |     |
| 22 | Niesportowe zagrywki Personal Foul           | Sean Lambert       | Jeffrey Bushell                                                 | 14 października 2015 | 25 lutego 2016       | 205 |
| 23 | Tydzień gracza Rally Week                    | Trevor Kirschner   | Jennifer Joyce                                                  | 21 października 2015 | 24 lutego 2016       | 204 |
| 24 | Się boję! Sha-Boo! Ya                        | Sean Lambert       | Patrick Bottaro                                                 | 28 października 2015 | 28 lipca 2016        | 202 |
| 25 | Kto zabił Teks-Fest? Who Killed Tex Fest?    | Trevor Kirschner   | Sasha Stroman                                                   | 4 listopada 2015     | 26 lutego 2016       | 208 |
| 26 | Ciacho i Kurczaczek Dudes & Chicks           | John Whitesell     | Katie Greenway                                                  | 11 listopada 2015    | 2 kwietnia 2016      | 207 |
| 27 | Za dużo par Two Many Dates                   | Jody Margolin Hahn | Jay J. Demopoulos                                               | 18 listopada 2015    | 29 lutego 2016       | 209 |
| 28 | The Outlaw Bella Dawson                      | Jean Sagal         | Zach Butler                                                     | 13 lutego 2016       | 5 października 2016  | 214 |
| 29 | Parents & Pigskins                           | Sean Lambert       | Zach Butler                                                     | 19 marca 2016        | 2 sierpnia 2016      | 212 |
| 30 | Konkurs piękności Glitz & Grit               | Shannon Flynn      | Jonathan Butler i Gabriel Garza                                 | 26 marca 2016        | 2 marca 2016         | 210 |
| 31 | Accept No Substitutes                        | Trevor Kirschner   | Matthew Poisson                                                 | 2 kwietnia 2016      | 4 października 2016  | 213 |
| 32 | Kocham cię, Hunter! I Love You, Hunter Hayes | Shannon Flynn      | Rick Williams i Jenna McGrath                                   | 9 kwietnia 2016      | 1 marca 2016         | 206 |
| 33 | Party of Three                               | Shannon Flynn      | Peter Dirksen i Jonathan Howard                                 | 16 kwietnia 2016     | 6 października 2016  | 215 |
| 34 | Bad Grandma                                  | Sean Lambert       | Jennifer Joyce                                                  | 23 kwietnia 2016     | 3 października 2016  | 211 |
| 35 | Bella in the Spotlight                       | Sam Orender        | Sasha Stroman                                                   | 30 kwietnia 2016     | 7 października 2016  | 216 |
| 36 | Doggone Record Breaker                       | Trevor Kirschner   | Jay J. Demopoulos                                               | 7 maja 2016          | 10 października 2016 | 217 |
| 37 | Tailgating                                   | Jeff Bushell       | Jonathan Butler, Gabriel Garza, Jonathan Howard i Peter Dirksen | 4 czerwca 2016       | 11 października 2016 | 220 |
| 38 | Oh Baby, It’s the Playoffs                   | Jonathan Judge     | Katie Greenway                                                  | 11 czerwca 2016      | 12 października 2016 | 218 |
| 39 | Biggest. Game. Ever.                         | Jonathan Judge     | Jeff Bushell                                                    | 25 czerwca 2016      | 13 października 2016 | 219 |